# Marie-Louis Koëltz
Marie-Louis Koëltz, francoski general, * 1884, † 1970.